# Черен хайвер
Черният хайвер е хайвер, добиван единствено от семейство Есетрови риби (Есетра, Моруна, Чига и Пъструга), употребяван в кулинарията; много рядък и скъп деликатес. Добива се както от риби, живеещи на свобода в природата, така и от риби, изкуствено отглеждани за целта в специални развъдници (фермите за есетра отглеждат риба както за хайвер, така и за други рибни деликатеси) Ферма за есетра. Цената му е много висока в сравнение с обикновения или червения хайвер. Традиционно е свързван с Русия и руската кухня, както и с Иран, които са най-големите производители в световен мащаб.